# San Sebastián del Coca
San Sebastián del Coca ist eine Ortschaft und eine Parroquia rural („ländliches Kirchspiel“) im Kanton La Joya de los Sachas der ecuadorianischen Provinz Orellana. Sitz der Verwaltung ist die Ortschaft San Sebastián del Coca, 14 km nördlich der Provinzhauptstadt Puerto Francisco de Orellana. Das Verwaltungsgebiet umfasst 7 Comunidades, 3 Comunas, 5 Barrios sowie 8 Lotizaciones. Die Bevölkerung von San Sebastián del Coca besteht aus Siedlern und Ureinwohnern. Etwa 40 Prozent des Territoriums wird von den Siedlern genutzt, während auf 60 Prozent der Fläche die indigene Ethnie der Kichwa im Gebiet der Kommunen Sardinas, San Pablo, Huataracu, Toyuca, 24 de Julio, La Democracia, María Elena und La Magdalena angesiedelt ist. Die Parroquia besitzt eine Fläche von 284,4 km². Die Einwohnerzahl lag im Jahr 2010 bei 3353. Die Parroquia wurde am 30. April 1969 eingerichtet.

## Lage
Die Parroquia San Sebastián del Coca liegt im Amazonastiefland. Der nach Süden strömende Río Coca bildet auf einer Länge von 40 km die Westgrenze der Parroquia. Beim Hauptort San Sebastián del Coca überquert die Fernstraße E45A (Puerto Francisco de Orellana–La Joya de los Sachas) den Fluss.
Gegenüber der Parroquia San Sebastián del Coca auf der Westseite des Río Coca befinden sich die Parroquias Nuevo Paraíso und San José de Guayusa im Kanton Francisco de Orellana. Die Parroquia San Sebastián del Coca grenzt im äußersten Norden an die Provinz Sucumbíos mit den Parroquias El Dorado de Cascales (Kanton Cascales) und El Eno (Kanton Lago Agrio), im Osten an die Parroquias Rumipamba, Tres de Noviembre, Lago San Pedro, La Joya de los Sachas und San Carlos sowie im äußersten Süden an die Parroquia Puerto Francisco de Orellana.